# Corydalus flavicornis
Corydalus flavicornis is een insect uit de familie Corydalidae, die tot de orde grootvleugeligen (Megaloptera) behoort. De soort komt voor in Guatemala en naar het zuiden toe tot Peru en Venezuela. De typelocatie is Chiriquí (Panama). Het holotype van de soort wordt bewaard in het Museum für Naturkunde in Berlijn.